# Farroupilhas
El término farroupilha, al igual que otras denominaciones de grupos o corrientes políticas, se utilizó en diferentes lugares y situaciones para designar a grupos que no estaban exactamente relacionados.

## Etimología
La palabra farroupilha podría tener su origen no sólo en la palabra portuguesa "farrapo", que significa "tela vieja", o "tejido gastado" sino también en "farroupo", un pequeño cerdo, de menos de un año.
Sea cual sea su origen, el término "farroupilha" se utilizó por primera vez para indicar a los revolucionarios en el siglo XVIII, en Río de Janeiro, cuando un grupo de personas descontentas con las resoluciones de la Cámara Municipal, en su mayoría pequeños agricultores, decidieron marchar hacia la ciudad para protestar.
En 1831 se utilizó como nombre de los liberales exaltados que, en aquella época, publicaban dos periódicos en Río de Janeiro: la "Jurubeba dos Farroupilhas" y la "Matraca dos Farroupilhas". Más tarde fue utilizado oficialmente por los revolucionarios de la Guerra de los Farrapos.
El término farrapo sólo fue utilizado por los opositores después de 1839, incluso entonces raramente.

## En la política de la corte imperial
En el período de regencia del Imperio brasileño, alrededor de 1831, había tres corrientes de pensamiento político:
- Restauradores o caramurus, que habían apoyado a D. Pedro I.
- Liberales moderados o chimangos (término utilizado posteriormente -sin el mismo significado- para definir a los borgistas en la Revolución de 1923, durante el período republicano en Río Grande del Sur).
- exaltados liberales, que influyeron en la abdicación de D. Pedro I. También eran llamados jurujubas o farroupilhas (antes del estallido del conflicto en el sur de Brasil).

## En el sur de Brasil
Cuando estallaron los primeros enfrentamientos en el sur de la nación que se prolongaron hasta la Guerra de los Farrapos en 1835, a los observadores alejados del territorio del conflicto les pareció que se trataba de una revuelta con los ideales de los liberales exaltados del centro del país. Los insurgentes pasaron a ser conocidos como los "Farroupilhas". Esta guerra, sin embargo, tuvo lugar bajo influencias que se le añadieron:
- Guerra de la Cisplatina, que culminó - debido al fracaso brasileño - en la formación del Uruguay, un estado republicano independiente desligado de Brasil, por la Convención Preliminar de Paz en 1828, y donde los futuros líderes del conflicto separatista del sur lucharon por el Imperio Brasileño.
- Influencia del pensamiento republicano corriente en las logias masónicas y de personas provenientes de Europa que difundían esas ideas que se venían manifestando desde el éxito de la Revolución Francesa en 1798.
- El descontento de los agentes económicos regionales como había ocurrido en la incursión de los Treinta y Tres Orientales, los estancieros aportaron contingentes y recursos financieros al movimiento.
- El descontento de los militares locales culminó con la destitución de Bento Gonçalves da Silva del mando militar de la Provincia de São Pedro do Rio Grande, en favor de un elemento más vinculado a la regencia. Bento Gonçalves había mantenido lazos de amistad con D. Pedro I, quien abdicó.
- Defendieron la descentralización del poder, la autonomía administrativa de las provincias y el sistema federalista.

La falta de recursos financieros, más evidente en la segunda mitad del enfrentamiento Farroupilha, dejó a los soldados del sur con ropas raídas y fueron apodados farrapos.